# Katarzyna Niewiadoma
Katarzyna Niewiadoma (Limanowa, 29 de septiembre de 1994) es una ciclista profesional polaca. Debutó como profesional en el 2014 con el mejor equipo del mundo femenino, el Rabo Liv Women Cycling Team, si bien en 2013 ya había corrido en ese equipo como cedida.

## Trayectoria deportiva

### De amateur a destacar en el Giro en pocos meses
Durante su época amateur no había destacado en exceso hasta que en julio de 2013, con solo 18 años, fue 7.ª en el Tour de Feminin O cenu Ceskeho Svycarska y 5.ª en el Campeonato Europeo en Ruta sub-23 (ambas pruebas profesionales). Esos resultados llamaron la atención del Rabo Liv Women Cycling Team que la incorporó como cedida a su escuadra para disputar el Boels Rental Ladies Tour (prueba de la máxima categoría del profesionalismo para carreras por etapas femeninas) donde destacó siendo 10.ª ganando la clasificación de las jóvenes.
Debido a ese buen resultado el Rabobank la incorporó para sus filas en la temporada siguiente. En su año de debut debido a que su equipo tan solo tenía 11 corredoras y en el Giro de Italia Femenino había que alinear a 8 Katarzyna fue finalmente una de las elegidas para disputar esa prestigiosa ronda italiana en parte gracias a sus buenos resultados un mes antes del comienzo de dicha carrera (ganadora del Gran Premio Gippingem Femenino y 3.ª en el Campeonato de Polonia Contrarreloj).
Tras un buen inicio en el Giro donde se encontraba 17.ª a falta de las etapas de montaña, en la siguiente etapa de media montaña consiguió escaparse e hizo que sus compañeras de equipo, que estaban dominando la carrera, no se implicasen demasiado en la persecución hasta que Katarzyna se descolgó. La corredora polaca fue alcanzada y superada por el grupo de favoritas, sin embargo la renta que obtuvo con el grupo posterior fue tan amplia (más de 3 minutos) que la hicieron adelantar 10 puestos en la clasificación general colocándose 7.ª. En las 2 etapas de montaña finales hizo los puestos 14 y 13 respectivamente haciéndola bajar 4 puestos en la clasificación general final y quedando fuera del top-ten definitivo. Por otra parte quedó 3.ª en la clasificación de las jóvenes (por detrás de ciclistas consagradas como Pauline Ferrand-Prevot y Elisa Longo Borghini) convirtiéndose en una de las grandes revelaciones de la carrera al tener esa actuación con solo 19 años como neoprofesional y sin ninguna experiencia previa en este tipo de carreras. Hasta la disputa del Giro Katarzyna solo había finalizado 34 días de competición profesionales, 19 en 2013 y 15 en 2014.

### 2015-2016: confirmación
Sus buenas sensaciones durante la temporada 2015 fueron refrendadas en los primeros meses del 2015, no solo en carreras por etapas sino también en pruebas de un día. Entre marzo fue tercera en la Strade Bianche femenina y en abril quinta en la Flecha Valona Femenina (pruebas puntuables para la Copa del Mundo). En mayo fue tercera en la Boels Rental Hills Classic.
Su mejores resultados a nivel global llegaron en junio. En el País Vasco fue segunda en la Durango-Durango Emakumeen Saria y poco después ganó la Emakumeen Euskal Bira en la que aunque no ganase ninguna etapa no bajó del décimo puesto en ninguna de ellas, además también se hizo con la clasificación de la montaña. El fin de semana siguiente fue segunda en los Juegos Europeos en Ruta y poco después repitió resultado en el Campeonato de Polonia Contrarreloj -en el Campeonato de Polonia en Ruta fue cuarta-.

## Palmarés

### Ruta
2014
- Gran Premio Gippingem Femenino
- 3.ª en el Campeonato de Polonia Contrarreloj

2015
- Emakumeen Euskal Bira
- 2.ª en los Juegos Europeos en Ruta
- 2.ª en el Campeonato de Polonia Contrarreloj
- Clasificación de las jóvenes del Giro de Italia Femenino
- Campeonato Europeo en Ruta sub-23

2016
- Ronde van Gelderland
- Festival Luxemburgués de Ciclismo Femenino Elsy Jacobs, más 1 etapa
- Giro del Trentino Alto Adige-Südtirol, más 1 etapa
- Campeonato de Polonia Contrarreloj
- Campeonato de Polonia en Ruta
- 2 etapas del Boels Rental Ladies Tour
- 2.ª en el Campeonato Europeo en Ruta

2017
- The Women's Tour, más 1 etapa

2018
- Trofeo Alfredo Binda-Comune di Cittiglio
- Tour Cycliste Féminin International de l'Ardèche, más 1 etapa

2019
- Amstel Gold Race
- 1 etapa del The Women's Tour

2020
- 3.ª en el Campeonato Europeo en Ruta
- 2.ª en el Giro de Italia Femenino

2021
- 3.ª en el Campeonato Mundial en Ruta

2022
- 3.ª en el Tour de Francia Femenino

2023
- 3.ª en el Tour de Francia Femenino, más clasificación de la montaña

2024
- Flecha Valona
- Tour de Francia Femenino

2025
- 2.ª en el Campeonato de Polonia Contrarreloj
- Campeonato de Polonia en Ruta
- 3.ª en el Tour de Francia Femenino

### Grava
2023
- Campeonato Mundial de Ciclismo en Grava

## Resultados en Grandes Vueltas y Campeonatos del Mundo
Durante su carrera deportiva ha conseguido los siguientes puestos en las Grandes Vueltas femeninas y en los Campeonatos del Mundo en carretera:
| Carrera         | Carrera         | 2013 | 2014 | 2015 | 2016 | 2017 | 2018 | 2019 | 2020 | 2021 | 2022 | 2023 | 2024 | 2025 |
| --------------- | --------------- | ---- | ---- | ---- | ---- | ---- | ---- | ---- | ---- | ---- | ---- | ---- | ---- | ---- |
|                 | Giro de Italia  | —    | 11.ª | 5.ª  | 7.ª  | 6.ª  | 7.ª  | 5.ª  | 2.ª  | —    | —    | —    | —    | —    |
|                 | Tour de l'Aude  | X    | X    | X    | X    | X    | X    | X    | X    | X    | X    | X    | X    | X    |
|                 | Tour de Francia | X    | X    | X    | X    | X    | X    | X    | X    | X    | 3.ª  | 3.ª  | 1.ª  | 3.ª  |
| Mundial en Ruta | Mundial en Ruta | Ab.  | 11.ª | 7.ª  | 35.ª | 5.ª  | 12.ª | 23.ª | 7.ª  | 3.ª  | 8.ª  | —    | 17.ª | —    |

—: no participa

Ab.: abandono

X: ediciones no celebradas

## Equipos
- Rabo Liv Women Cycling Team (2014-[17] 2016)
- WM3 Energie (2017)
- Canyon SRAM (2018-2025)
  - Canyon SRAM Racing (2018-2024)
  - Canyon SRAM zondacrypto (2025)